# René Cazenave
Pour les articles homonymes, voir Cazenave.
René Cazenave, né le 2 juillet 1934 à Pau (Basses-Pyrénées) et décédé le 22 mai 1993 dans la même ville, est un homme politique français.

## Biographie
Conseiller général du Canton de Pau-Nord de 1982 à sa mort, il est aussi premier adjoint d'André Labarrère (PS).

## Détail des fonctions et des mandats
Mandat parlementaire
- 12 juin 1988 - 1er avril 1993 : député de la 1re circonscription des Pyrénées-Atlantiques